# Joachim Sauer
Joachim Sauer (Tysk udtale: [ˈjoːaxɪm ˈzaʊɐ] født 19. april 1949) er tysk kvantekemiker og professor i teoretisk og fysisk kemi ved institut for kemi ved Humboldt Universitetet i Berlin. Sauer er indehaver af to doktorgrader i naturvidenskab, hvor den ene er erhvervet ved Humboldt Universitetet, den anden er erhvervet ved Berlin-Brandenburgische Akademie der Wissenschaften. Sauer er medlem af flere akademiske og videnskabelige udvalg og agerer også formand for nogle af disse udvalg. Privat danner Sauer par med fhv. forbundskansler Angela Merkel.

## Karriere, forskning og uddannelse
Sauer studerede kemi på Humboldt Universitetet fra 1967 til 1972 og erhvervede herefter sit diplom i kemi. Han erhvervede sin første doktorgrad i 1974 med udmærkelsen Summa cum laude. Sauer fortsatte med at arbejde på Humboldt Universitetet frem til 1976 og begyndte i 1977 at arbejde ved Berlin-Brandenburgische Akademie der Wissenschaften.
Efter Tysklands genforening i 1990 valgte Sauer at flytte til USA, dog kun indtil 1991. Sauer arbejdede for virksomheden BIOSYM Technologies i San Diego, Californien.
Efter tiden i USA valgte Sauer i 1992 at tilslutte sig Max Planck Selskabet, her var han ansat som leder af kvantekemi gruppen ved Humboldt Universitetet. Sauer blev i 1993 professor i fysisk og teoretisk kemi ved Humboldt Universitetet. Han forblev professor indtil 2017, hvor han overgik til at være seniorforsker.
Sauer er også medlem af det prestigefyldte Royal Society. Han blev valgt hertil i 2018.
I sin tid som forsker har Sauer udgivet mere end 390 videnskabelige artikler.

## Privatliv
Sauer har sønnerne Daniel og Adrian fra et tidligere ægteskab. I dag er han gift med fhv. kansler, Angela Merkel. Parret mødte hinanden, da Sauer hjalp Merkel med hendes doktordisputans. Merkel studerede ligeledes kemi.
Sauer har i medfør af Merkels politiske virke fået en del opmærksomhed fra medierne. Selv har han flere gange udtalt, at han ikke selv har ønsket denne opmærksomhed.
Sauer har heller ikke at medvirket i nogle af Merkels valgkampe. Han har også flere gange sagt, at han kun vil give interviews, hvis de handler om det videnskabelige arbejde han har medvirket til. Sauer deltager dog i det årlige Bayreuther Festspiele, da både han og Merkel er glade for Richard Wagners musik.